# Cryptantha papillosa
Cryptantha papillosa är en strävbladig växtart som beskrevs av R.L. Perez-moreau. Cryptantha papillosa ingår i släktet Cryptantha, och familjen strävbladiga växter. Inga underarter finns listade i Catalogue of Life.